# Verbascum pseudothapsiforme
Verbascum pseudothapsiforme är en flenörtsväxtart som beskrevs av Daniel Rapin. Verbascum pseudothapsiforme ingår i släktet kungsljus, och familjen flenörtsväxter. Inga underarter finns listade i Catalogue of Life.